# Illarion Wissarionowitsch Mgeladse
Illarion Wissarionowitsch Mgeladse (russisch Илларион Виссарионович Мгеладзе; georgisch ილარიონ მგელაძე, Ilarion Mgeladse; * 1890 in Aketi, Gouvernement Kutais; † 28. Juli 1941) war ein sowjetischer Journalist und Literaturkritiker georgischer Herkunft.

## Leben
Mgeladse schrieb unter dem Pseudonym Iwan Wardin. Er war Mitglied der Gruppe Oktjabr, leitender Mitarbeiter bei Na postu und Organisator bei der WAPP. Er wurde 1927 aus der Partei ausgeschlossen. Nach geübter Selbstkritik 1929 fand ein Jahr später eine erneute Aufnahme statt. 1941 fiel er den Stalinschen Säuberungen zum Opfer.

## Schriften
- Die sozialrevolutionären Mörder und die sozialdemokratischen Advokaten (Tatsachen und Beweise), Verlag der Kommunistischen Internationale, Hamburg 1922.
- Die Partei der Menschewiki in der Russischen Revolution, Verlag der Kommunistischen Internationale, Hamburg 1922. (Digitalisat)